# Franco Moschino
 (février 2019).
Franco Moschino, né le 27 février 1950 à Abbiategrasso, Italie et mort le 18 septembre 1994 à Annone di Brianza, Italie, est un styliste italien, fondateur de la maison Moschino.

## Jeunesse
Il est né à Abbiategrasso, Lombardie, située à 22 km de Milan. La famille Moschino travaillait dans une fonderie de fer, son père espérant qu'il y travaille. Mais Franco était intéressé par l'art et espérait être un peintre.
En 1968, il part de son village natal pour rejoindre Milan où il s'inscrit à l'institut Maragoni.
Pour financer ses études, il travaille dans une freelance de mode en tant qu'illustrateur pour les magazines et les grandes maisons de luxe. Après avoir terminé son école en 1971, Franco devient illustrateur pour Gianni Versace et continue de travailler pour lui pendant 6 ans.
De 1977 à 1982, il crée pour le label italien Cadette.

## Carrière

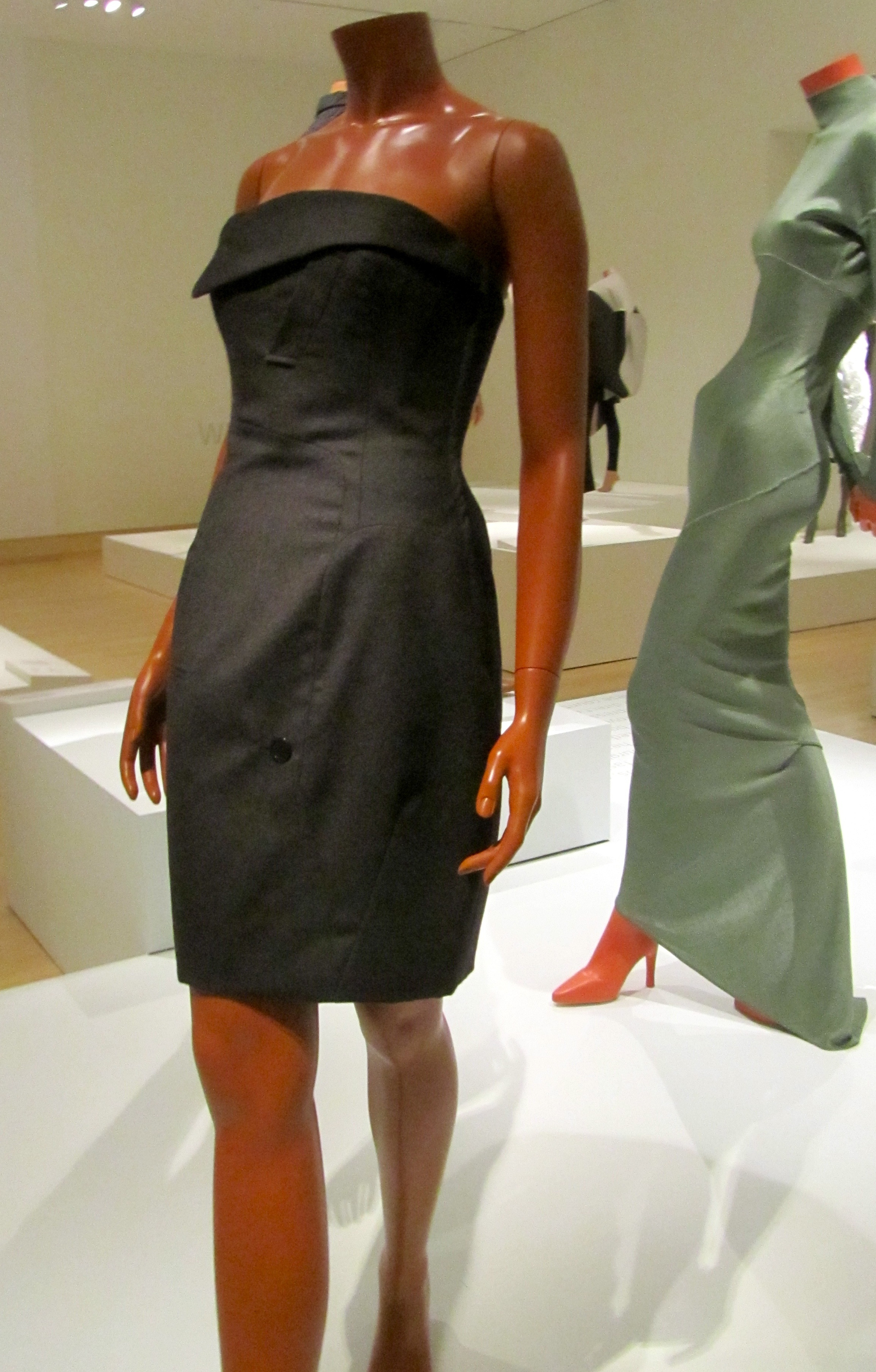
Robes créées par Franco Moschino en 1990.

Il fonde sa propre entreprise, Moonshadow, en 1983 et lance Moschino Couture! la même année. Au début, il conçoit des vêtements décontractés et des jeans, mais il étend sa collection à la lingerie, aux vêtements de soirée, aux chaussures, aux vêtements pour hommes et aux parfums. En 1988, il lance une ligne moins chère, Cheap and Chic. Ses créations sont très novatrices et inhabituelles, telles qu'une minijupe en denim noir matelassé avec des œufs au plat en plastique décorant l'ourlet, une veste matelassée ornée de bouchons de bouteille, de boucles d'oreilles pendantes et de corsets fabriqués à partir d'épingles de sûreté. Il a été surnommé le Jean-Paul Gaultier de la mode italienne pour ses designs très novateurs mais leurs styles sont différents ; tandis que Gaultier expérimente différents tissus et formes, Moschino utilise des formes de base et des méthodes traditionnelles. Il a également usurpé des lignes de haute couture à travers ses vêtements. Par exemple, Expensive Jacket était brodé d'or sur le dos d'une veste en cachemire et Bull Chic sur une tenue de style matador. Il s'est également moqué des classiques de la mode tels que la veste Chanel aux finitions et aux détails criards. Beaucoup de personnes se sont précipités pour porter ses vêtements, devenant ainsi un succès et une renommée dans l'industrie dont il faisait la satire.
L'année précédant sa mort, Moschino avait pour objectif de collecter des fonds pour les hospices destinés aux enfants atteints du sida.

## Mort
En 1992, Franco Moschino a été opéré d'une tumeur abdominale. Le 18 septembre 1994, il meurt dans sa villa au bord d'un lac, à Brianza, en Italie, d'un arrêt cardiaque résultant de complications de cette tumeur abdominale,. Ce n'est qu'après sa mort qu'il a été publiquement révélé qu'il était atteint du sida.
Franco Moschino est enterré avec sa famille au Cimetière monumental de Milan.

## Héritage
Après sa mort, Rossella Jardini, son ancienne assistante, est devenue directrice de la marque. En octobre 2013, le designer de Los Angeles, Jeremy Scott, a pris la relève en tant que directeur créatif et a présenté sa première collection Moschino à l'automne 2014. Des célébrités telles que Fran Drescher ont porté des vêtements Moschino dans son émission télévisée à succès Une nounou d'enfer, Alicia Silverstone, Kylie Minogue, Rick Ross, Gwyneth Paltrow, Anna Friel, Miley Cyrus, Patti LaBelle et Nicki Minaj.